# Fältjägarbrigaden (1949–1958)
Fältjägarbrigaden (IB 25), var en infanteribrigad inom svenska armén som verkade åren 1949–1958. Förbandsledningen var förlagd i Östersunds garnison i Östersund.

## Historik
Fältjägarbrigaden sattes upp åren 1949–1951 under namnet Fältjägarbrigaden (IB 25), genom att fältregementet (krigsförbandet) Jämtlands fältjägarregemente (IR 25) omorganiserades genom försvarsbeslutet 1948 till infanteribrigad. Brigaden var systerbrigad med Härjedalsbrigaden (IB 35) sedermera Fältjägarbrigaden (NB 5). Fältjägarbrigaden (IB 25) upplöstes genom försvarsbeslutet 1958. Brigadstaben utgick ur krigsorganisationen den 31 december 1957. De tre skyttebataljonerna kvarstod dock i krigsorganisationen som tre fristående fjällbataljoner, och bildade en så kallad svartbrigad. Namnet Fältjägarbrigaden övertogs 1988 av Jämtlandsbrigaden (NB 35).

## Ingående enheter
| - Brigadledning - Jägarpluton - 3x skyttebataljoner - 3x skyttekompanier - Understödskompani - Trosskompani | - Pansarskyddskompani - Specialkompani - Luftvärnskompani - Ingenjörskompani - 2x tunga granatkastarplutoner, 3+2 pjäser |

## Förbandschefer
- 1949–1957: ???

## Namn, beteckning och förläggningsort
| Fältjägarbrigaden | 1949-10-01 | – | 1957-12-31 |

| IB 25 | 1949-10-01 | – | 1957-12-31 |

| Östersunds garnison (F) | 1949-10-01 | – | 1957-12-31 |